# Грин, Мотт
Мотт Грин (Mott T. Greene; род. 1945) — американский историк науки, специализирующийся в области наук о Земле.
Доктор философии (1978), эмерит-профессор Университета Пьюджет-Саунда и аффилированный профессор Вашингтонского университета.
Стипендиат Макартура (1983). Отмечен Mary C. Rabbitt History And Philosophy of Geology Award (2016) и медалью Сью Тайлер Фридман (2017). Член Общества историков науки.
Окончил Колумбийский университет (бакалавр, 1967), где с 1963 года изучал социологию.
В Вашингтонском университете получил степени магистра (1974) и доктора философии (1978).
Автор пяти работ в Nature и одной в Nature Geoscience.
Автор биографии Альфреда Вегенера, которой посвятил более 20 лет. В настоящее время разрабатывает научное наследие французского антрополога Клода Леви-Стросса.
Автор трёх книг:
- Geology in the Nineteenth Century (Cornell University Press, 1982)
- Natural Knowledge in Preclassical Antiquity (Baltimore: The Johns Hopkins University Press, 1992) ISBN 0-8018-4292-1
- «Alfred Wegener: Science, Exploration, and the Theory of Continental Drift» (Johns Hopkins University Press, 2015)